# ثين بيكر
ثين بيكر (بالإنجليزية: Thane Baker)‏ هو عداء سريع أمريكي، ولد في 4 أكتوبر 1931 في إلكهارت في الولايات المتحدة.

## وصلات خارجية
- ثين بيكر على موقع أوليمبيديا (الإنجليزية)
- ثين بيكر على موقع قاعة كنساس للمشاهير الرياضية (مؤرشف) (الإنجليزية)
- ثين بيكر على موقع الموسوعة البريطانية (الإنجليزية)